# Tom Dooley (Leichtathlet)
Tom Dooley (eigentlich Thomas Robert Dooley; * 9. Dezember 1945 in San Francisco) ist ein ehemaliger US-amerikanischer Geher.
Im 20-km-Gehen wurde er bei den Panamerikanischen Spielen 1967 in Winnipeg Vierter, kam bei den Olympischen Spielen 1968 in Mexiko-Stadt auf den 17. Platz, gewann Silber bei den Panamerikanischen Spielen 1971 in Cali und belegte bei den Olympischen Spielen 1972 in München den 15. Platz.

## Persönliche Bestzeiten
- 20 km Gehen: 1:30:19 h, 1967
- 50 km Gehen: 4:26:15 h, 1980